# Epsilon Aurigae
Epsilon Aurigae (ε Aur / ε Aurigae) è una stella della costellazione dell'Auriga, la quinta stella più luminosa di questa costellazione. Conosciuta anche con i nomi tradizionali di Almaaz, Haldus, o Al Anz, Epsilon Aurigae è una nota e insolita binaria ad eclisse, la cui luminosità varia tra la magnitudine +2,92 e +3,83 in un periodo di 9 892 giorni (~27,1 anni), mentre l'eclisse dura circa 640-730 giorni. La distanza di ε Aurigae è ancora oggetto di dibattito, comunque le stime più recenti situano la stella a circa 2000 anni luce dalla Terra.
Si tratta di un sistema binario formato da una supergigante di classe F0 e un compagno formato da un disco opaco di materia nel cui interno si trova un oggetto sconosciuto, probabilmente una o due stelle di classe B. Epsilon Aurigae è stata sospettata di essere una variabile fin da quando l'astronomo tedesco Johann Fritsch la osservò nel 1821. Più tardi osservazioni di Eduard Heis e Friedrich Wilhelm Argelander rafforzarono i sospetti iniziali e attirarono l'attenzione attorno alla stella. Hans Ludendorff, tuttavia, è stato il primo a studiarla dettagliatamente e il suo lavoro rivelò che il sistema era una variabile binaria a eclisse. Epsilon Aurigae è stata oggetto di numerosi dibattiti, in quanto un oggetto delle dimensioni tali da oscurare la principale dovrebbe emettere più luce di quanto non ne emetta in realtà.
A partire dal 2008, la teoria più comunemente accettata è che il compagno sia una stella bianco-azzurra di classe B, circondata da un disco di polveri, ipotesi che scarta quelle formulate in precedenza, che speculavano che la secondaria fosse una stella trasparente o un buco nero.

## Osservazione
Si tratta di una stella situata nell'emisfero boreale; è facilmente rintracciabile in quanto situata a sud-ovest della brillante Capella, a poca distanza da essa. La sua posizione è fortemente boreale e ciò comporta che la stella sia osservabile prevalentemente dall'emisfero nord, dove si presenta circumpolare anche da gran parte delle regioni temperate; dall'emisfero sud la sua visibilità è invece limitata alle regioni temperate inferiori e alla fascia tropicale. La sua magnitudine pari a +3,04 fa sì che possa essere scorta dai piccoli e medi centri urbani, anche se sotto un cielo non fortemente affetto da inquinamento luminoso.
Il periodo migliore per la sua osservazione nel cielo serale ricade nei mesi compresi fra fine ottobre e aprile; nell'emisfero nord è visibile anche per un periodo maggiore, grazie alla declinazione boreale della stella, mentre nell'emisfero sud può essere osservata limitatamente durante i mesi dell'estate australe.
La stella forma il vertice del triangolo isoscele noto come il naso dell'Auriga, ed è visibile durante tutta la durata della stagione invernale in tutto l'emisfero boreale, a poca distanza dalla brillante gigante gialla Capella. Nel mondo anglosassone le stelle ai vertici del triangolo isoscele sono dette i tre capretti, the three kids.

## Storia delle osservazioni
Nonostante sia ben visibile a occhio nudo, Johann Fritsch fu il primo a notare la variabilità di ε Aurigae nel 1821, quando probabilmente la stella era eclissata dal suo compagno. Tra il 1842 e il 1848 gli astronomi Heis e Argelander osservarono la stella, che attirò la loro attenzione per un evidente calo di luminosità nel 1847, per poi tornare nel settembre dell'anno seguente alla sua normale brillantezza. Dai dati delle osservazioni essi si accorsero che la stella non solo mostrava una variabilità a lungo periodo dovuta all'eclisse, ma mostrava anche piccole variazioni di corto periodo, ipotizzando che questa variabilità fosse dovuta a un trasferimento di materia da una stella all'altra.
Hans Ludendorff fu il primo a compiere studi dettagliati e nel 1904 pubblicò sulla rivista Astronomische Nachrichten un articolo intitolato "Untersuchungen über den Lichtwechsel von ε Aurigae" (Studi sul cambiamento di luce di ε Aurigae), dove suggeriva che la stella fosse una binaria a eclisse di tipo Algol. Su-Shu Huang, nel 1965, concluse che l'oggetto eclissante era un disco opaco che occultava ciò che era presente all'interno, e nessuna eclisse secondaria era mai stata osservata.

## Caratteristiche del sistema
La vera natura di Epsilon Aurigae è stata da sempre poco compresa. Da tempo è noto che si tratta di sistema binario a eclisse a lungo periodo del tipo Algol, ma a differenza delle altre stelle della sua classe il suo periodo è inusualmente lungo, circa 27 anni, ed è la variabile Algol di gran lunga con il periodo più lungo conosciuto. Si sono suggerite diverse teorie in passato, ad esempio che la secondaria oscura fosse di grandi dimensioni, ma di bassa densità, e pertanto semi-trasparente. Un'altra teoria proposta in passato è che la compagna fosse un buco nero, ma entrambe queste due teorie non sono più accettate dalla comunità scientifica, mentre i modelli possibili per questo sistema restano sostanzialmente due: un modello ad alta massa prevede che la supergigante gialla abbia una massa di circa 15 M⊙, e un secondo modello in cui la principale è meno luminosa e con una massa due o tre volte quella del Sole. Le due componenti sono ad una distanza di circa 18-20 UA l'una dall'altra, e l'inclinazione orbitale in direzione della linea di vista della Terra di 87 gradi ci fa apparire il sistema visto di taglio.

### Componente visibile

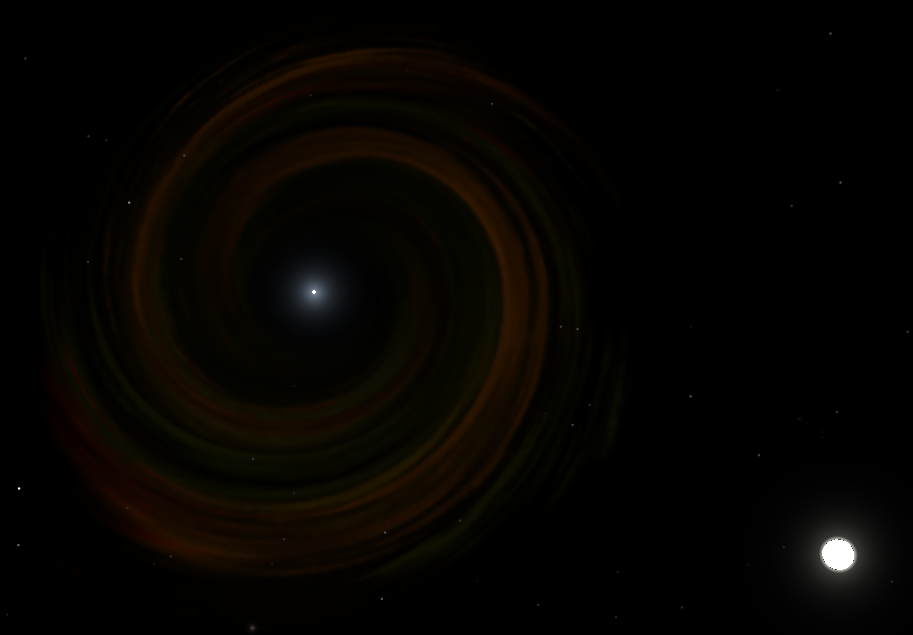
Rappresentazione artistica del sistema di Epsilon Aurigae (la stella in primo piano è la compagna secondaria)

La componente visibile del sistema è una supergigante gialla di classe spettrale F0II, o come indicano altre pubblicazioni A8Iab, ed è una delle stelle più luminose nel raggio di 1000 parsec dal Sole. Ha un raggio 135 volte quello solare ed è 47000 volte più luminosa della nostra stella. Il modello a grande massa è sempre stato popolare, ed in effetti assumendo una grande distanza la stella ha tutte le apparenze di una vera supergigante estremamente luminosa. Il problema di questo modello è che presuppone una secondaria massiccia quanto la principale, e viene suggerito che all'interno del disco oscuro siano presenti più di una stella, un sistema binario o multiplo. Il modello a bassa massa prevede invece che la principale sia una stella morente con massa 2-3 volte quella del Sole di tardo stadio evolutivo, che fa parte del ramo asintotico delle giganti. Questo secondo modello si basa su una stima di distanza e luminosità minore rispetto a quelli considerati in precedenza. Non è chiaro quale dei due modelli sia quello migliore: Hohle et al. (2010) stimano una massa compresa fra 1,7 e 19 M⊙, con una media di oltre 12 masse solari, il che è compatibile con entrambi. Anche le misurazioni del satellite Hipparcos sulla parallasse hanno un margine d'errore grande quanto la stessa parallasse, e collocano la stella ad una distanza compresa da soli 355 a 4167 parsec. Nonostante i due modelli siano molto diversi fra loro, la grande incertezza sulla distanza di Epsilon Aurigae non permette di scartarne nessuno.
Osservazioni con il telescopio spaziale Spitzer del 2010 propendono per la seconda ipotesi, cioè di una principale a bassa massa con una singola stella di classe B all'interno di un vorticoso disco di polveri, il cui raggio viene stimato, da Hoard et al. in circa 4 UA, facendo così risultare compatibili gli altri parametri delle componenti del sistema.

### Componente invisibile
La componente oscura del sistema emette una quantità molto trascurabile di luce diffusa e risulta invisibile a occhio nudo. Tuttavia è stata scoperta al centro dell'oggetto una regione riscaldata. Sono state prospettate tre ipotesi sul motivo di tale invisibilità, che hanno riscosso l'attenzione da parte della comunità scientifica nel corso degli anni. La prima ipotesi fu suggerita nel 1937 da Gerard Kuiper, Otto Struve, e Bengt Strömgren, che proponendo che la secondaria fosse una stella grande, ma di bassa densità, e pertanto semi-trasparente. Un'altra affascinante teoria proposta è stata che questo sistema contenga un buco nero.
Nel 1961, dopo averla osservata durante l'eclissi del 1955-1957, l'astrofisica italiana Margherita Hack suggerì che la secondaria fosse una stella calda circondata da un disco di materia, responsabile dell'eclissi. L'ipotesi della Hack fu confermata con le osservazioni ultraviolette fatte da Pierluigi Selvelli con il satellite IUE, International Ultraviolet Explorer, che rivelarono la presenza di una stella calda di tipo spettrale B.
Su-Shu Huang, in un documento del 1965, elencò le imperfezioni degli studi di Kuiper, Struve e Strömgren, suggerendo che l'oggetto eclissante fosse un disco oscuro di grandi dimensioni. Nel 1971 Robert Wilson propose l'esistenza di un'apertura centrale nel disco, per spiegare l'aumento di luminosità circa a metà dell'eclissi. Nel 2005 il sistema fu osservato nell'ultravioletto dal Far Ultraviolet Spectroscopic Explorer (FUSE); non fu rilevata nessuna sorgente a raggi X, tipica di stelle di neutroni o buchi neri, di conseguenza la presenza di tali oggetti fu scartata, mentre fu riproposta la teoria della Hack, che prevede che al centro del disco oscuro sia presente una calda stella di classe B5.

### Osservazioni recenti
La National Science Foundation ha assegnato all'AAVSO una concessione triennale per finanziare un progetto scientifico cittadino, denominato Citizen Sky, sviluppato in occasione dell'eclisse del 2009-2011.
Nel corso della campagna di osservazioni un team guidato da Brian Kloppenborg, dell'Università di Denver, ha osservato la stella con l'interferometro CHARA Array, presso l'osservatorio di Monte Wilson, osservazione che ha permesso di rilevare un disco di polveri del diametro di 3,8 U.A., arrivando alla conclusione che la stella centrale al disco sia una stella blu di tipo spettrale B di massa 3,85 volte quella del Sole, dunque minore della stima precedente risultante da uno studio del 2010 pubblicato da Hoard et al., che la stimava in quasi 6 volte quella del Sole.
Nella pubblicazione di Hoard, che aveva osservato la stella con il telescopio spaziale Spitzer dal California Institute of Technology, la stima della massa della principale, che fa parte del ramo asintotico delle giganti, è compresa tra le 2,2 e 3,3 masse solari, mentre il raggio sarebbe 135 volte quello solare e il tipo spettrale F0.
Nonostante alcune caratteristiche del sistema restino ancora non completamente chiarite, pare comunque confermata l'ipotesi più plausibile, cioè che la stella sia una binaria atipica in cui la stella visibile è accompagnata da una normale compagna di sequenza principale circondata da un disco di polveri e gas, la cui temperatura è attorno ai 550 K.

## Etimologia
Epsilon Aurigae è la denominazione che l'astronomo tedesco Johann Bayer le diede nel suo catalogo stellare Uranometria del 1603. È conosciuta anche coi nomi di Almaaz, Haldus o Al Anz. Almaaz e Al Anz derivano dall'arabo اَلْمَاعَزْ al-mācz (capretto), che in latino corrisponde al nome della stella Capella.
In cinese è conosciuta come 柱 (zhu), che significa "pilastro", e si riferisce ad un asterismo composto da η Aurigae, υ Aurigae, ν Aurigae, τ Aurigae, χ Aurigae e 26 Aurigae. Di conseguenza, ε Aurigae è di per sé nota come 柱 一 Zhu Yi, cioè: "la prima stella dei pilastri".